# Szmaragdzik honduraski
Szmaragdzik honduraski (Amazilia luciae) – gatunek małego ptaka z rodziny kolibrowatych (Trochilidae), występujący endemicznie w Hondurasie. Monotypowy. Długość ciała około 9,5 cm.
StatusMiędzynarodowa Unia Ochrony Przyrody (IUCN) od 2020 roku uznaje szmaragdzika honduraskiego za gatunek narażony (VU – Vulnerable); wcześniej – od 2011 roku był gatunkiem zagrożonym (EN – Endangered), od 1994 roku miał status gatunku krytycznie zagrożonego (CR – Critically Endangered), a od 1988 roku – gatunku zagrożonego (T – Threatened). Liczebność populacji szacuje się na 10 000 – 19 999 dorosłych osobników. Trend liczebności populacji jest umiarkowanie spadkowy. Głównym zagrożeniem dla gatunku jest wylesianie w celu pozyskania terenów pod uprawy, wypas bydła i rozwój infrastruktury; doprowadziło ono do tego, że zasięg występowania szmaragdzika honduraskiego jest bardzo mały i mocno pofragmentowany.